# 転陵院
転陵院（てんりょういん、1730年6月8日（享保15年4月23日） - 1778年10月16日（安永7年8月26日））は、江戸時代中期の女性。尾張藩第9代藩主・徳川宗睦の正室。父は近衛家久。別名は好君（たかぎみ）。息子は徳川治休と徳川治興。

## 生涯
関白・近衛家久の長女として生まれる。1752年（宝暦2年）4月13日、尾張藩第9代藩主・徳川宗睦の正室となり、宗睦との間に2男（徳川治休・徳川治興）を出産。
1778年（安永7年）、死去。また愛知県名古屋市の徳川美術館には転陵院の婚礼調度である「菊折枝蒔絵調度」が展示されている。